# Hibiscus moscheutos

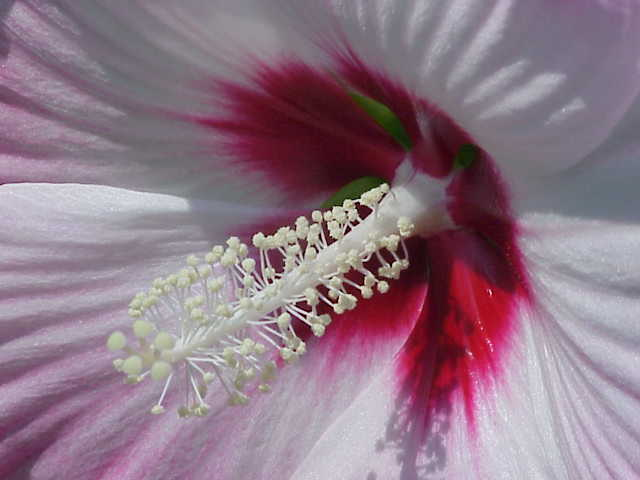
Corola

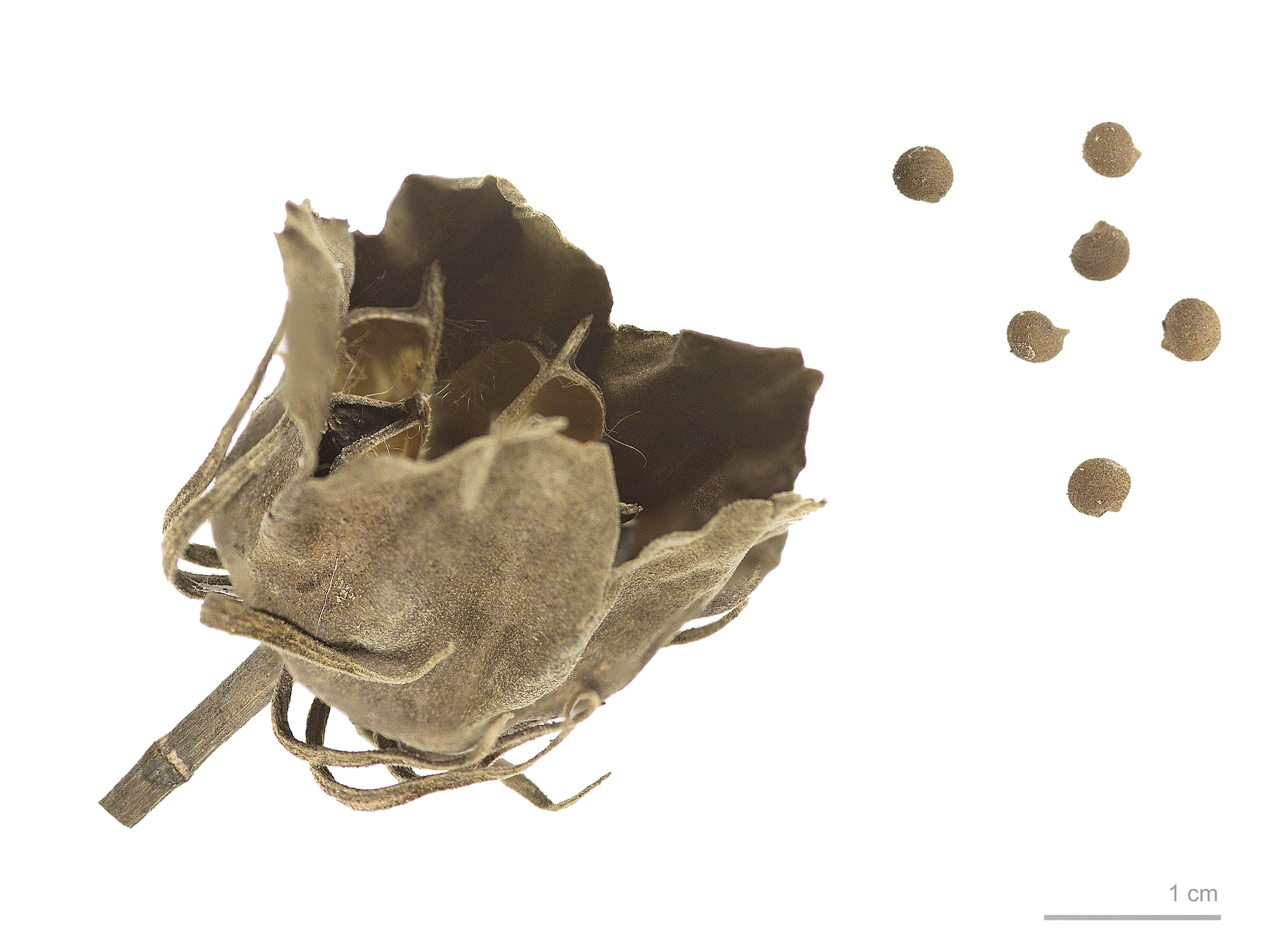
Hibiscus moscheutos

Hibiscus moscheutos es una planta de la familia de las Malváceas, originaria de América del Norte.

## Descripción
Son hierbas perennes, erguidas, que alcanzan un tamaño de 1-2,5 m de altura; tallo pubescente estrelladas o casi glabras. Estípulas como de seda, caducas; pecíolo de 4-10 cm; el limbo ovado a ovado-lanceolado, a veces con 2 lóbulos laterales, de 10-18 × 4-8 cm, tomentosas en el envés de color gris-blanco, adaxialmente casi glabras o minuciosamente puberulentas, cuneate base o casi redondeadas, márgenes dentados sin rodeos, caudado ápice. Flores solitarias, axilares. Pedicelo 4-8 cm. Corola de color blanco, rosa, rojo o púrpura, con el centro de color rojo oscuro, de 10 a 14 cm de diámetro; pétalos obovadas, de 10 cm. El fruto es una cápsula-cónica ovoide, de 2,5-3 cm; mericarpos 5. Las semillas reniformes, de 2-3 mm de diámetro, ápice puntiagudo. Florecen entre julio y septiembre.

## Distribución
Especie originaria de América del Norte y asilvestrada en algunas regiones frías y templadas de Europa y Asia. Presente también en Argelia. En España solo se conoce un enclave en la playa de Galizano, en Cantabria.

## Hábitat
Especie inmersa en carrizales y herbazales húmedos, en bordes de agua sobre suelos encharcados. Sus compañeras más habituales son: Phragmites australis, Tipha angustifolia, Epilobium hirsutum y Lythrum salicaria (Typho angustifoliae-Phragmitetum australis).

## Usos
Hibiscus moscheutos florece en verano y sus flores son vistosas, de color blanco o rosa. La parte utilizada de esta planta son sus semillas aromáticas, de propiedades afrodisíacas y el aceite que se extrae de ellas es usado en perfumería.

## Taxonomía
Hibiscus moscheutos fue descrita por Carlos Linneo y publicado en Species Plantarum 2: 693. 1753.
Etimología
Hibiscus: nombre genérico que deriva de la palabra griega: βίσκος ( hibískos ), que era el nombre que dio Dioscórides (a. C. 40-90)  a Althaea officinalis.
moscheutos: epíteto
Sinonimia
- Hibiscus oculiroseus Britton
- Hibiscus opulifolius Greene
- Hibiscus palustris L.
- Hibiscus pinetorum Greene[5]